# Alchemilla divaricans
Alchemilla divaricans är en rosväxtart som beskrevs av Robert Buser. Alchemilla divaricans ingår i släktet daggkåpor, och familjen rosväxter. Inga underarter finns listade i Catalogue of Life.